# Otus silvicola
Otus silvicola là một loài chim trong họ Strigidae.